# Будище (Коропский район)
Будище (укр. Будище) — село в Коропском районе Черниговской области Украины. Население — 201 человек по состоянию на 2023 год. Занимает площадь 2,758 км².
Код КОАТУУ: 7422280701. Почтовый индекс: 16223. Телефонный код: +380 4656.

## Власть
Орган местного самоуправления — Будищенский сельский совет. Почтовый адрес: 16224, Черниговская обл., Коропский р-н, с. Будище, ул. Кудрата Суюнова, 99.

## Достопримечательности
В 1958 году на могиле известного российского ученого, ботаника и физиолога растений Ильи Григорьевича Борщова Киевским государственным университетом был воздвигнут памятник.